# Herb Opola
Herb Opola – jeden z symboli miejskich Opola w postaci herbu.

## Wygląd i symbolika
Herb przedstawia w polu błękitnym tarczy dzielonej w słup, otoczonym skrajem barwy złotej ze złotym murem o pięciu blankach u góry, połowę orła górnośląskiego barwy złotej na prawym polu i połowę złotego krzyża trójlistnego na polu lewym.

## Historia

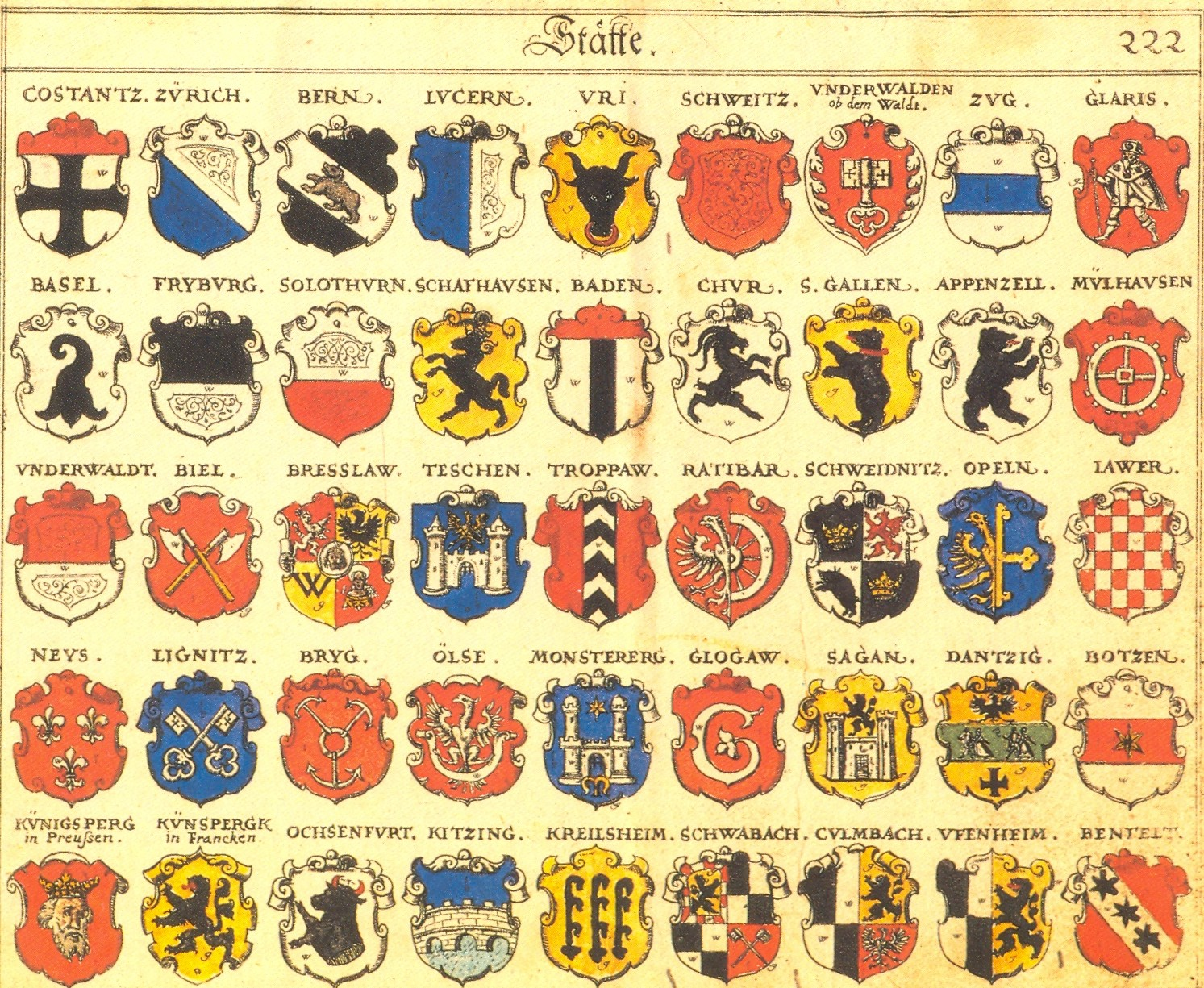
Herb Opola w herbiarzu Johanna Siebmachera (drugi z prawej w trzecim rzędzie)

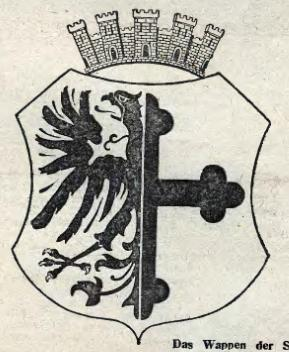
Czarno-biały herb z początku XX wieku

Herb Opola ma średniowieczny rodowód, swoje barwy dał mu herb książąt opolsko-raciborskich (złoty orzeł na błękitnym polu).
Już w XII wieku bito w Księstwie Opolskim srebrne monety z herbem Opola. Znak ten widnieje też na pochodzących z tego wieku pierwszych pieczęciach miejskich, którymi sygnowano pisma wychodzące z miejskiej kancelarii. Ponieważ w roku 1024 biskup wrocławski Klemens przekazał nowo powstałemu kościołowi w Opolu relikwie Świętego Krzyża, które otrzymał w podarunku od św. Emeryka, stały się one również symbolem miasta i motyw krzyża znalazł się w herbie Opola.